# Хмелёвка (приток Лысьвы)
Хмелёвка — река в России, протекает в Верещагинском районе Пермского края. Устье реки находится в 50 км по правому берегу реки Лысьва. Длина реки составляет 10 км.
Река образуется слиянием двух небольших речек — Первая Хмелёвка и Вторая Хмелёвка в 5 км к западу от села Бородулино. Река течёт на север, всё течение проходит по ненаселённому лесу. Приток — Третья Хмелёвка (правый). Впадает в запруду на реке Лысьва у села Путино.

## Данные водного реестра
По данным государственного водного реестра России относится к Камскому бассейновому округу, водохозяйственный участок реки — Кама от города Березники до Камского гидроузла, без реки Косьва (от истока до Широковского гидроузла), Чусовая и Сылва, речной подбассейн реки — бассейны притоков Камы до впадения Белой. Речной бассейн реки — Кама.
По данным геоинформационной системы водохозяйственного районирования территории РФ, подготовленной Федеральным агентством водных ресурсов:
- Код водного объекта в государственном водном реестре — 10010100912111100009486;
- Код по гидрологической изученности (ГИ) — 111100948;
- Код бассейна — 10.01.01.009;
- Номер тома по ГИ — 11;
- Выпуск по ГИ — 1.